# Fender Guitar Factory museum
Pour les articles homonymes, voir Fender (homonymie), Guitare (homonymie), Factory et Muséum.
Le musée de l'industrie de guitare Fender (Fender Guitar Factory museum, ou Fender Visitor Center, en anglais) est un musée de 2011, de la marque de guitare électrique Fender, de Corona (à 80 km au sud-est de Los Angeles) en Californie, aux États-Unis, ,,.

## Histoire
La luthier-électronicien californien Leo Fender (1909-1991) fonde son industrie artisanale Fender en 1946, pour concevoir, développer et fabriquer des guitares électriques, guitares acoustiques, guitares basses, et amplificateurs pour guitare électrique (premier fabricant de guitares personnalisées à produire également des guitares électriques en série à faible coût, avec en particulier ses célèbres Fender Telecaster, et Fender Stratocaster...),.  

Quelques instruments Fender
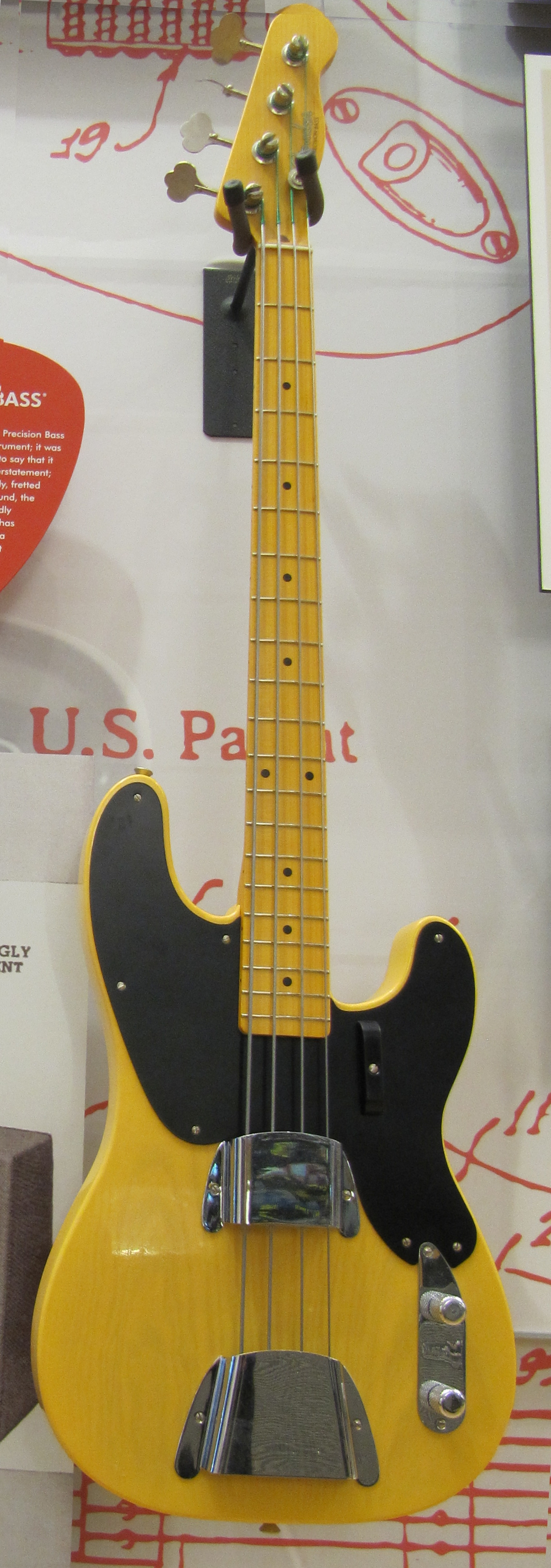
Fender Precision Bass
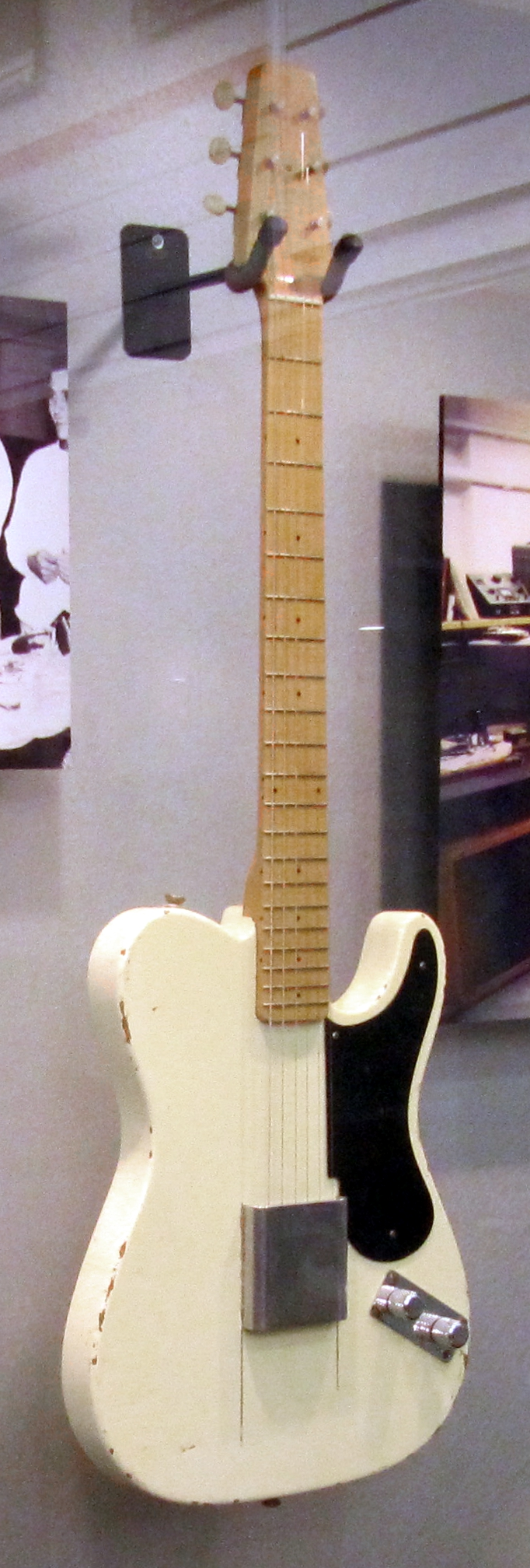
Fender Esquire
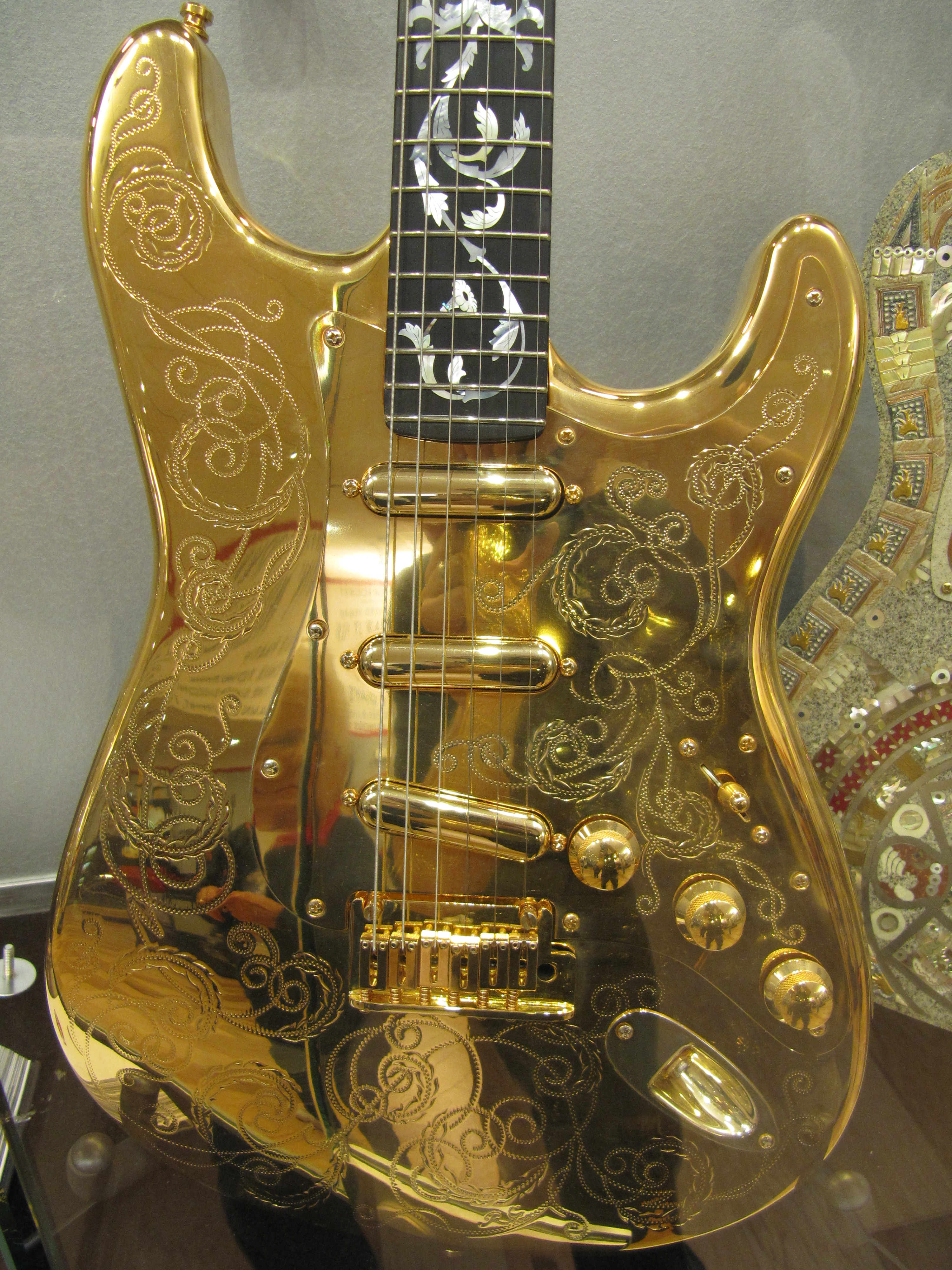
Fender Stratocaster Gold
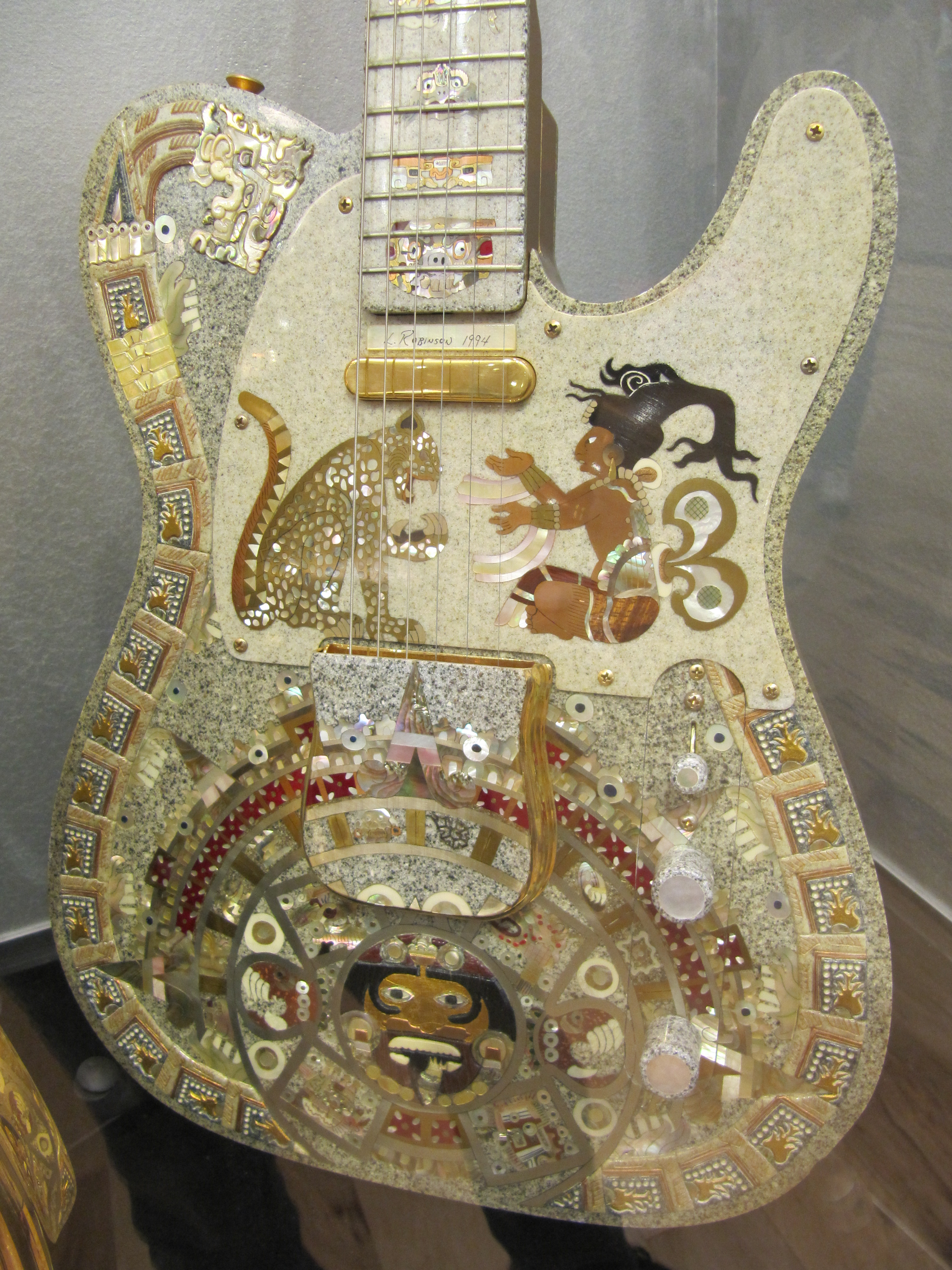
Fender Telecaster Aztèques
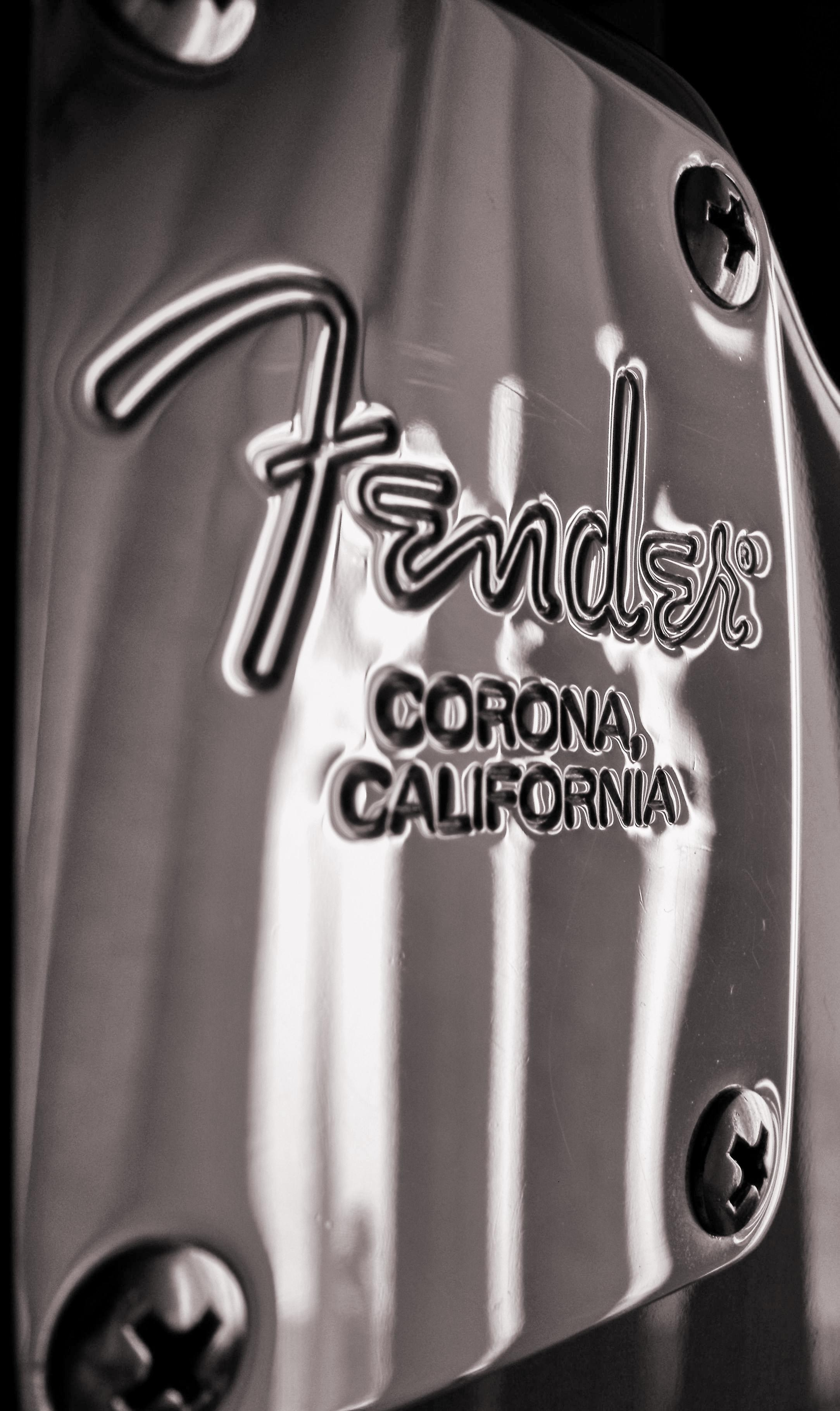
Fender

Fender produit à ce jour plus de 300 guitares par jour avec près de 300 salariés (pour plus de 1000 dans les années 1960) ainsi que des guitares personnalisées de son « Fender Custom Shop » ou « Dream Factory » avec formes, habillages, et couleurs personnalisées... 

## Musée
Le musée Fender est inauguré sur le site en 2011, avec 800 m² d'exposition, visite d'usine, « Temple de la renommée - Fender Hall of Fame », showroom, et boutique d'usine Fender. Le musée expose de nombreux instruments, amplis, photographies d'artistes, images d'archives, documents, objets, et instruments emblématiques personnalisés historiques de la marque ayant appartenu à des clients guitaristes célèbres, dont The Beach Boys, Buddy Holly, Les Chats sauvages, Johnny Cash, Jimi Hendrix, The Doors, George Harrison (The Beatles), Keith Richards (The Rolling Stones), The Edge (U2), Eddie Van Halen, Deep Purple, The Clash, Coldplay, Eric Clapton (Fender Eric Clapton Stratocaster)... 

Quelques Fender de guitaristes emblématiques
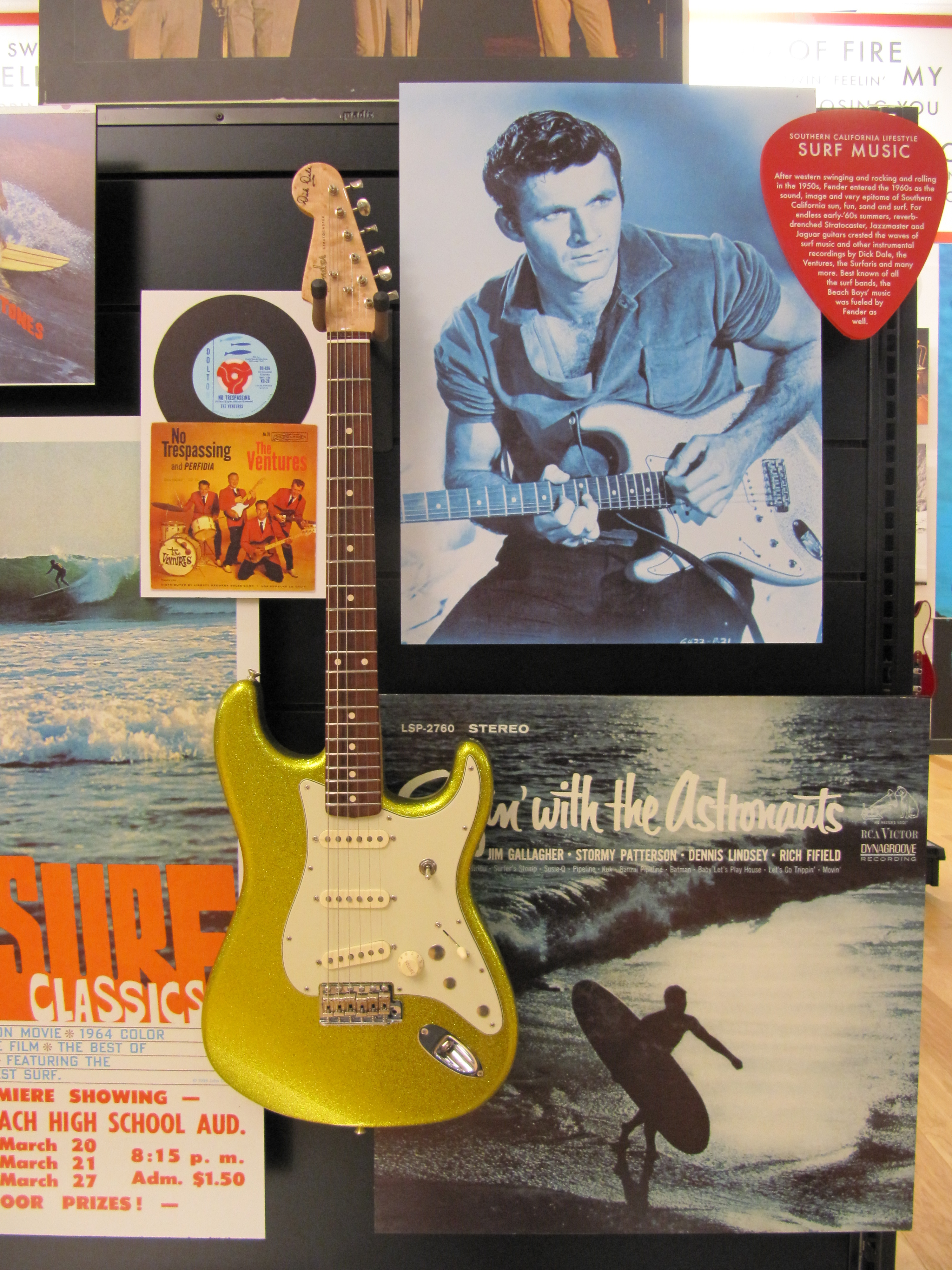
Fender Stratocaster de Dick Dale
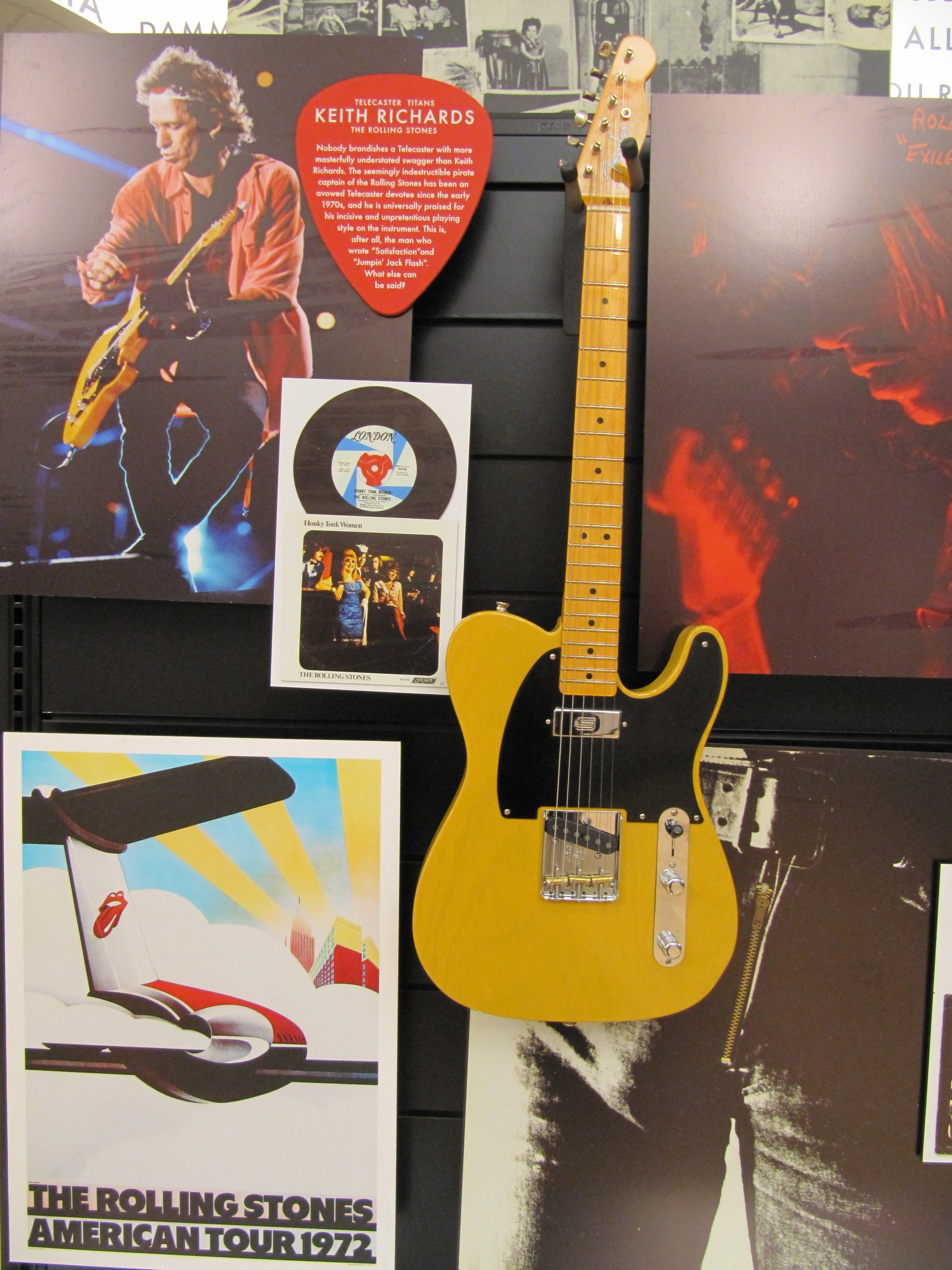
Fender Telecaster de Keith Richards
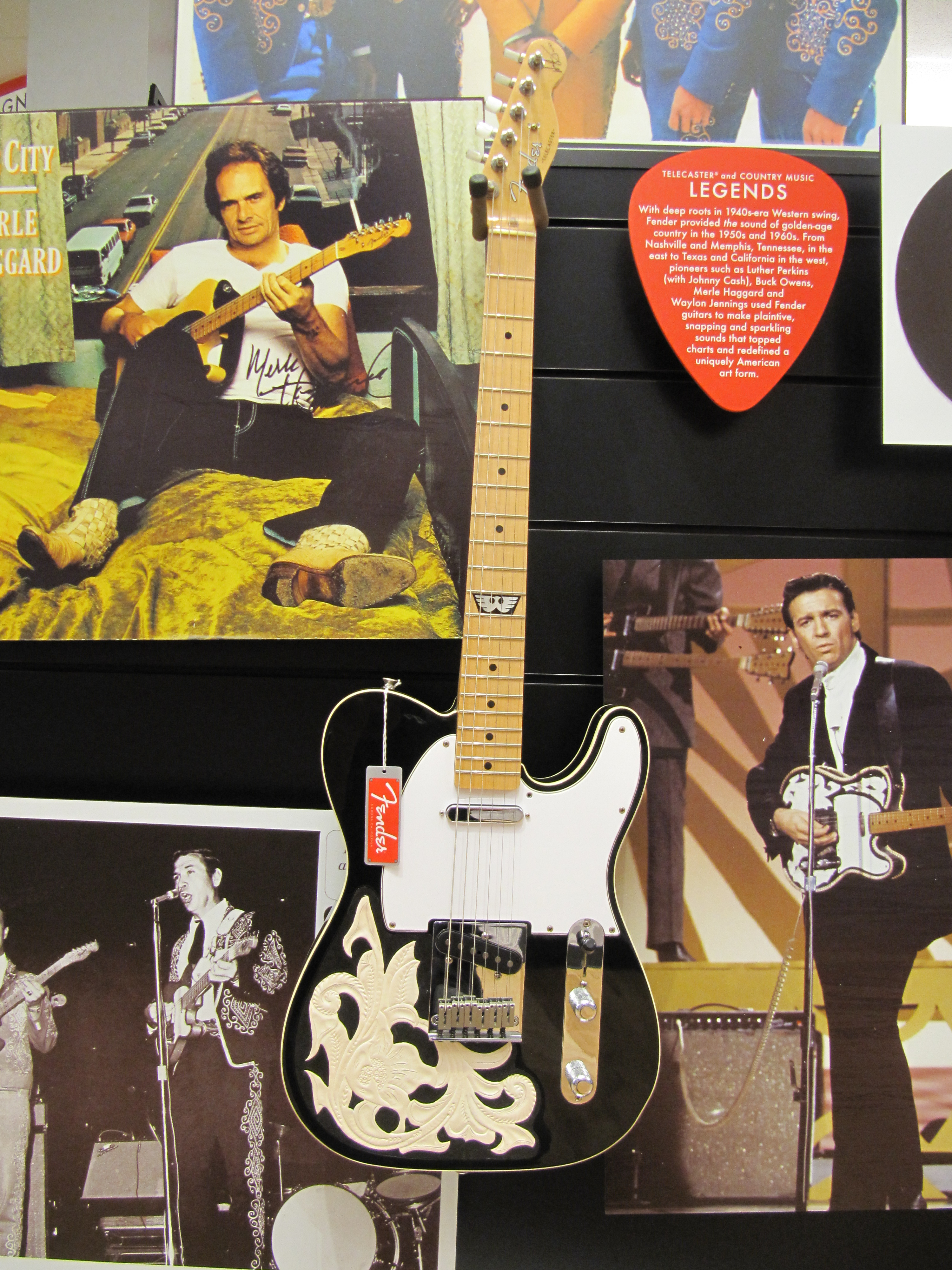
Fender Telecaster
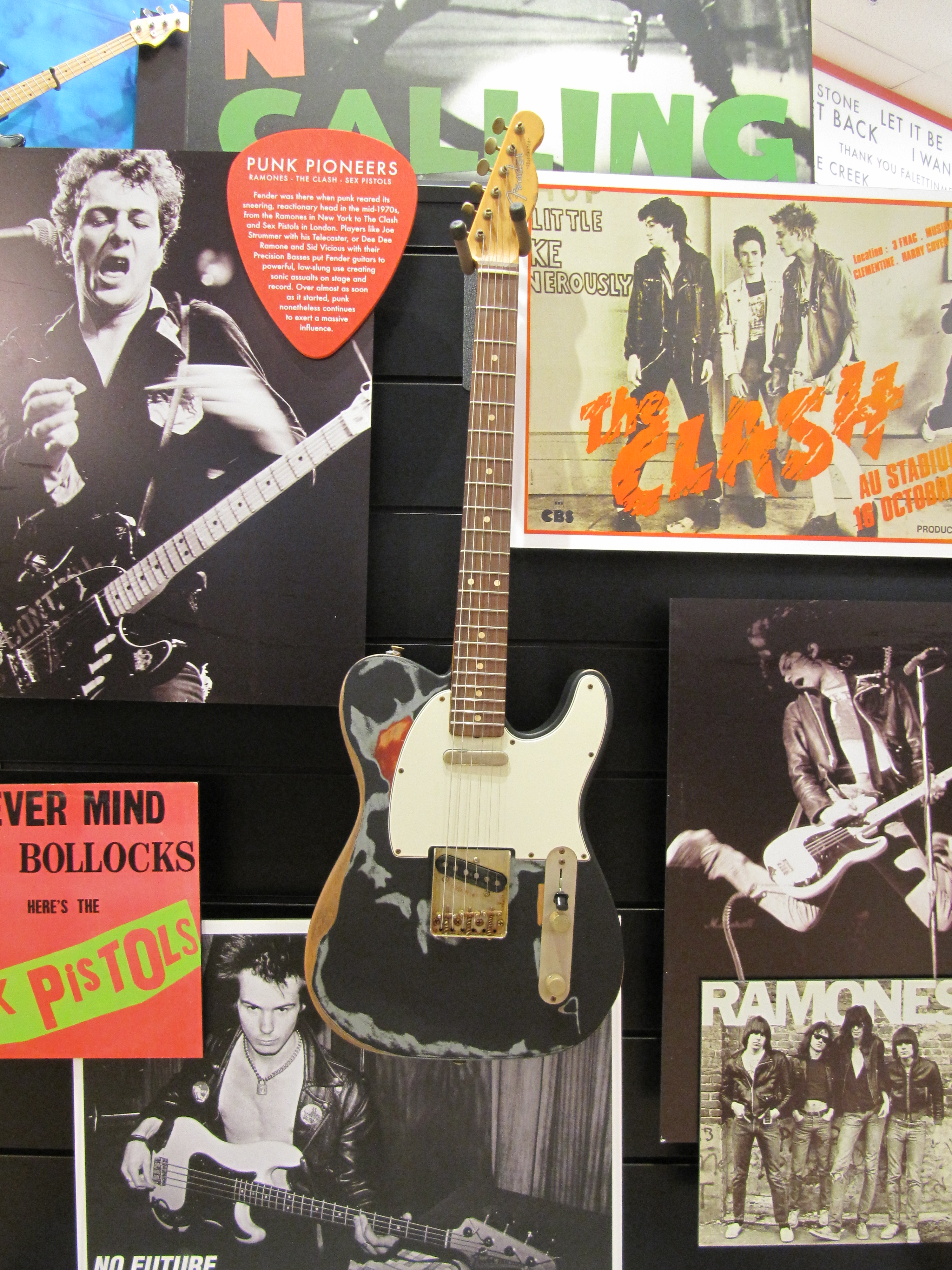
Fender Telecaster, The Clash
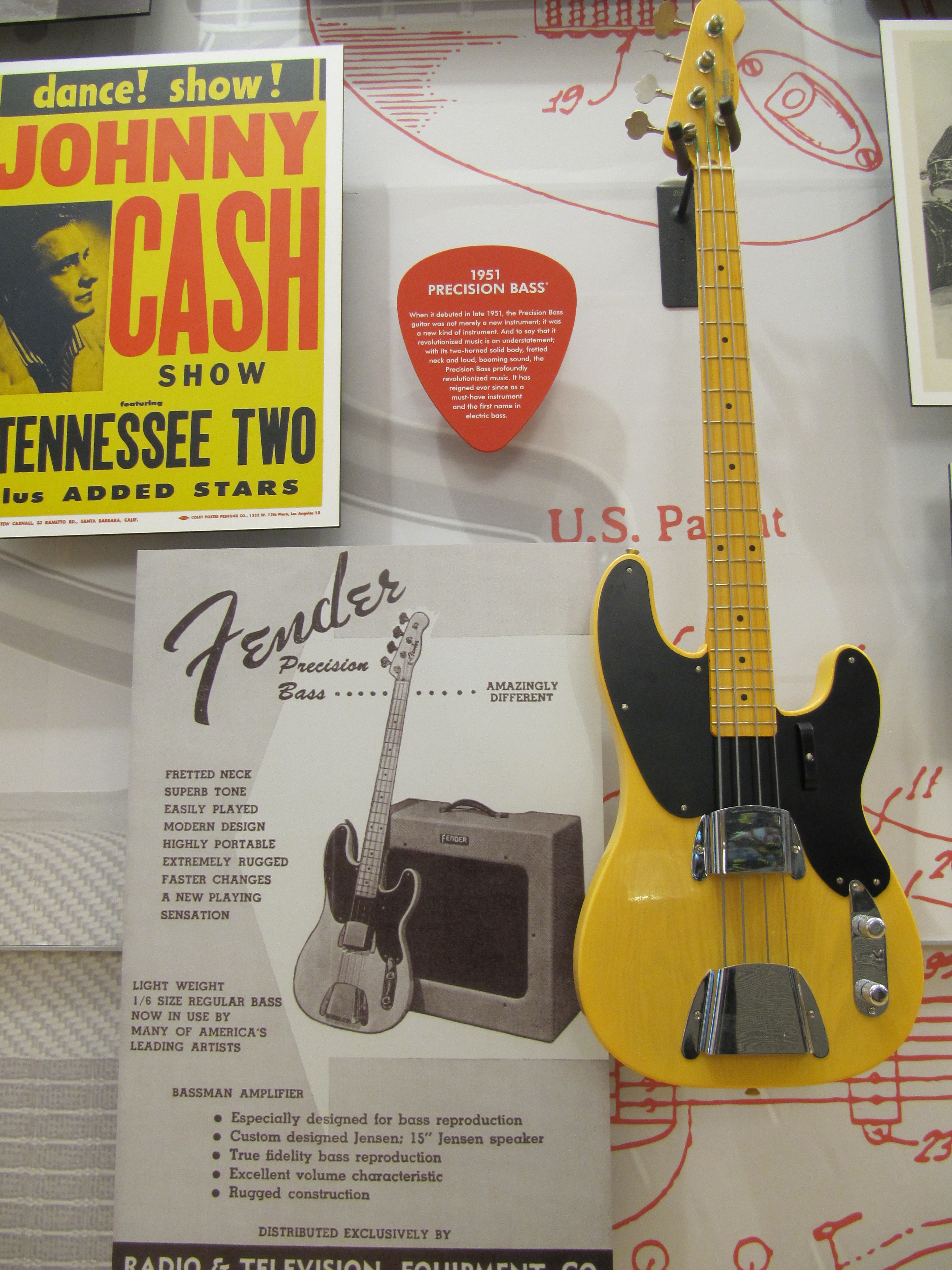
Fender Precision Bass, Johnny Cash
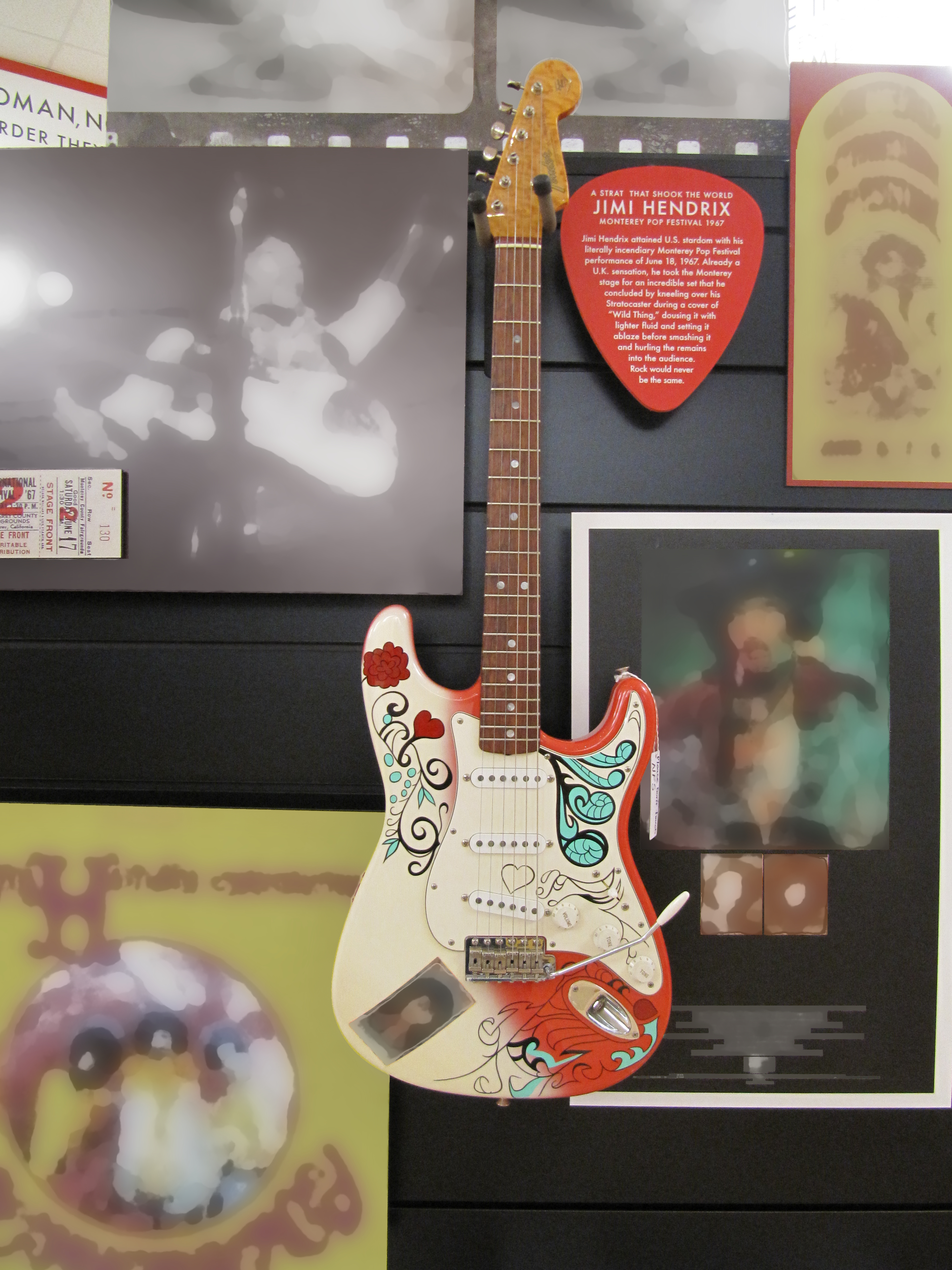
Fender Stratocaster de Jimi Hendrix
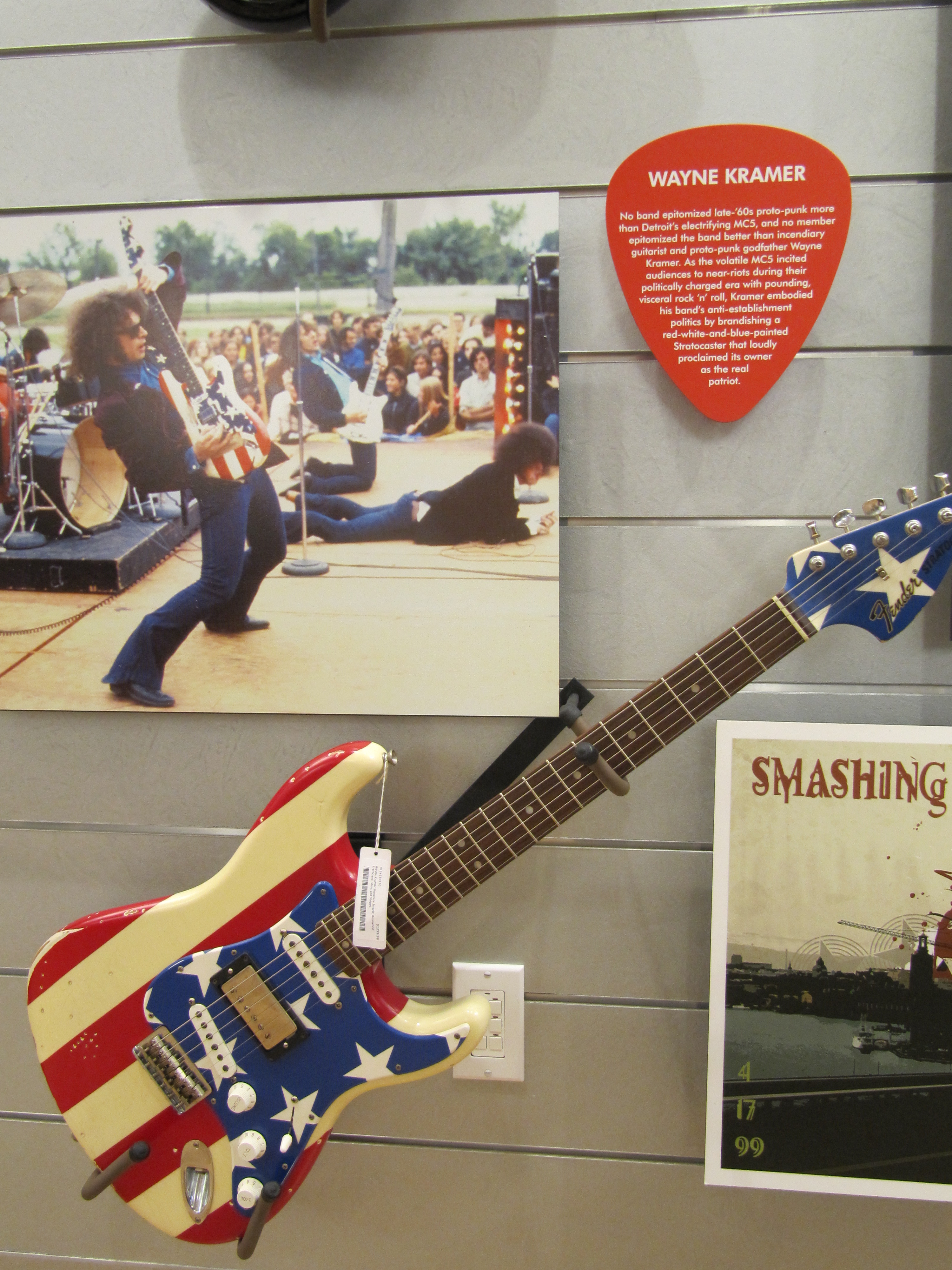
Fender Stratocaster de Wayne Kramer